# Campyloneurus sikkimensis
Campyloneurus sikkimensis är en stekelart som först beskrevs av Cameron 1907.  Campyloneurus sikkimensis ingår i släktet Campyloneurus och familjen bracksteklar. Inga underarter finns listade.